# Албон (Дром)
Албон (фр. Albon) насеље је и општина у источној Француској у региону Рона-Алпи, у департману Дром која припада префектури Валанс.
По подацима из 2011. године у општини је живело 1.725 становника, а густина насељености је износила 67,33 становника/km². Општина се простире на површини од 25,62 km². Налази се на средњој надморској висини од 240 метара (максималној 365 m, а минималној 134 m).

## Демографија
| 1962. | 1968. | 1975. | 1982. | 1990. | 1999. | 2011. |
| ----- | ----- | ----- | ----- | ----- | ----- | ----- |
| 1.173 | 1.206 | 1.136 | 1.313 | 1.543 | 1.573 | 1.725 |

График промене броја становника у току последњих година